# Ô Khâu
Hương Ô Khâu (tiếng Trung: 烏坵鄉; bính âm: Wūqiū Xiāng) là một khu vực hành chính của Trung Hoa Dân Quốc (Đài Loan), vốn thuộc về huyện Phủ Điền của tỉnh Phúc Kiến, song từ năm 1954 đã chuyển sang thuộc quyền quản lý của huyện Kim Môn. Tổng diện tích hương Ô Khâu là 1,2 km², về mặt hành chính, hương Ô Khâu được chia thành hai thôn mang tên hai đảo chính: Đại Khâu và Tiểu Khâu.

## Lịch sử
Ô Khâu nguyên là nơi các ngư dân ven biển Phúc Kiến tạm thời trú lại trong một thời gian ngắn khi đánh bắt cá và khi tránh gió bão trên biển. Sau đó, dần dần có ngư dân cư trú theo mùa trên các đảo trong mùa xuân và mùa thu- khi họ đánh bắt được lượng cá phong phú nhất, số người cư trú trên các đảo từng lên tới 1.000 người.
Trong khoảng từ năm Đồng Trị thứ 11 (1872) đến năm Quang Tự thứ 1 (1875) thời nhà Thanh, một hải đăng đã được xây trên đảo Tiểu Khâu.
Năm 1949, chính phủ Trung Hoa Dân Quốc triệt thoái đến Đài Loan, một đội du kích dời đến Ô Khâu. Năm 1952, sau khi được Hoa Kỳ cấp viện trợ quân sự, đội du kích mới được chỉnh biên thành "Phản Cộng cứu Quốc quân", sau đó một số quân nhân phục viên đã lựa chọn ở lại Ô Khâu sinh sống. Năm 1954, "công sở hương Ô Khâu" được thiết lập, Bộ Quốc phòng đã ban bố mệnh lệnh về việc hương Ô Khâu tạm thời do chính quyền huyện Kim Môn "đại quản".
Ngày 13 tháng 11 năm 1965, hai quân hạm Sơn Hải và Lâm Hoài của Trung Hoa Dân Quốc từ Mã Công ở Bành Hồ hướng về Ô Khâu tiếp viện, khi đến vùng biển cách Ô Khâu 10 hải lý về phía nam đã gặp phải đội tàu với 12 tàu chiến (4 tàu ngư lôi, 7 tàu pháo) của Cộng hòa Nhân dân Trung Hoa, hai bên đã tiến hành giao hỏa. Sang ngày hôm sau, tức ngày 14 tháng 11, Lâm Hoài hạm trước sau hai lần bị trúng ngư lôi rồi chìm; Sơn Hải hạm tiếp tục tác chiến, hai bên kết thúc xung đột khi gần đến chỗ neo tàu Ô Khâu, cuộc chiến này được gọi là Hải chiến Ô Khâu (烏坵海戰), phía Trung Hoa Dân Quốc đã có 16 lính tử trận và 67 lính mất tích.
Ngày 7 tháng 5 năm 2002, đã đưa vào hoạt động tàu thuyền đi lại trực tiếp giữa Ô Khâu với đảo Mi Châu của thành phố Phủ Điền ở đại lục. Cùng năm, ủy viên lập pháp Kim Môn Ngô Thành Điển đã biểu đạt rằng huyện Kim Môn không mong muốn "đại quản" Ô Khâu, đề nghị thăng Ô Khâu làm huyện riêng. Bộ Nội chính THDQ đã gửi công văn cho huyện Đài Trung về ý nguyện tiếp quản Ô Khâu, đồng thời chỉ ra rằng, so với Kim Môn thì kì thực về mặt địa lý và giao thông đối với Ô Khâu, giao cho huyện Đài Trung quản lý là thích hợp hơn, và lại ngân sách của huyện Đài Trung dồi dào hơn của huyện Kim Môn, có khả năng rõ rệt trong việc "đại quản" Ô Khâu. Tuy nhiên, việc này cuối cùng đã không có kết quả.

## Địa lý
Trong phạm vi Trung Hoa Dân Quốc, Ô Khâu cách Đài Trung 73 hải lý về phía đông, cách quần đảo Bành Hồ 93 hải lý về phía đông nam, cách Kim Môn 72 hải lý về phía tây nam, cách Mã Tổ 86 hải lý về phía bắc. So với Trung Quốc đại lục, Ô Khâu cách đảo Mi Châu (湄洲島) 18 hải lý về phía tây, cách đảo Lộ Tư (鷺鷥島) 9 hải lý về phía tây bắc, cách đảo Nam Nhật (南日島) 12 hải lý về phía bắc.

## Cư dân
Đại bộ phận cư dân ở Ô Khâu vốn là ngư dân đảo Mi Châu dời đến, đương thời do vùng biển quanh Ô Khâu có ngư sản phong phú, là nơi ngư dân Mi Châu để lại ngư cụ, đến mùa đánh bắt mới đến đảo cư trú trong một thời gian ngắn, một bộ phận cư dân trên đảo bị kẹt lại sau Nội chiến Quốc-Cộng. Cư dân Ô Khâu vì các nguyên nhân khác nhau đã di cư đến từ Mi Châu, cộng thêm binh lính đồn trú.
Ngày nay, các cư dân trẻ tuổi của Ô Khâu đã đi ra bên ngoài tìm kiếm việc làm.
Ngoài Quốc ngữ, cư dân Ô Khâu còn sử dụng tiếng Phủ Tiên, tại địa phương gọi là tiếng Ô Khâu.

## Hành chính
Hương Ô Khâu được chia thành hai thôn: Đại Khâu và Tiểu Khâu.
Cộng hòa Nhân dân Trung Hoa thì xem Ô Khâu là một thôn của trấn Mi Châu, khu Tú Tự, thành phố Phủ Điền, song trên thực tế không quản lý Ô Khâu.

## Giao thông
Mặc dù hương Ô Khâu do huyện Kim Môn quản lý, song cự ly từ Ô Khâu đến đảo chính Kim Môn quá xa, hai khu vực không có phương tiện giao thông thông thường, việc tiếp tế và giao thông của Ô Khâu phụ thuộc vào các chuyến quân hạm cập bến 10 ngày một lần đến từ cảng Đài Trung ở trên đảo chính Đài Loan. Do giao thông cực kỳ bất tiện, Ô Khâu còn được gọi là "đảo xa trong đảo xa". Đại Khâu và Tiểu Khâu đều có bãi đáp trực thăng, song không có các chuyến bay thường xuyên cất và hạ cánh.